# جزیره همیلتون (کوئینزلند)
جزیره همیلتون (کوئینزلند) (به انگلیسی: Hamilton Island (Queensland)) یک جزیره در استرالیا است که در کوئینزلند واقع شده‌است.

## خصوصیات
جزیره همیلتون ۵ کیلومترمربع مساحت و ۱٬۲۰۸ نفر جمعیت دارد.